# Sonja Mikkelsen
Sonja Mikkelsen (Thy, Jutlandia, 20 de junio de 1955) es una política danesa que se desempeñó como ministra de Transporte de 1998 a 2000 y que se desempeñó como ministra de Salud en el año 2000. A partir de 2001, dejó la política activa para dedicarse a proyectos civiles.

## Biografía
Sonja Mikkelsen nació en Thy, un condado tradicional de Dinamarca, hoy en día integrado en la Región de Jutlandia Septentrional desde 2007, como hija del matrimonio entre Kristian Mikkelsen y Margith Nielsen.
En 1975 comenzó sus estudios en la Universidad de Aarhus, de donde se egresaría en 1981.
Fue elegida diputada del Folketing (Parlamento danés) de 1981 a 1984 representando a los Socialdemócratas por la circunscripción de Aarhus en las elecciones parlamentarias de 1981. En 1990 se casó con Ole Kristensen. El mismo año, volvió a obtener acta de diputada tras las elecciones parlamentarias adelantadas en las que los socialdemócratas mejoraron sus resultados, aunque no les bastó para quitar al primer ministro popular conservador Poul Schlüter del cargo.
En 1998, fue nombrada ministra de Transporte en el cuarto gabinete gubernamental de Poul Nyrup Rasmussen tras las parlamentarias de 1998, un cargo considerado en Dinamarca como «el lugar de la oreja» (en danés: øretævernes holdeplads, lit. '[El] lugar del oído'), una posición en la que alguien puede estar muy fácilmente expuesto a fuertes críticas de quienes lo rodean. El 23 de marzo de 2000 fue sustituida en el cargo por Jacob Buksti, nombrándola el mismo día como ministra de Salud. El 21 de diciembre de 2000 fue sustituida en el cargo por la también socialdemócrata Arne Rolighed, tras apenas 302 días al frente de la cartera ministerial.
Como parte de la derrota socialdemócrata en las parlamentarias de 2001 en las que perdieron 11 escaños, y Sonja Mikkelsen en particular no obtuvo acta en su circunscripción de Aarhus, decidió terminar su carrera política.